# Jacques Binet
Jacques Philippe Marie Binet, född den 2 februari 1786 i Rennes, död den 12 maj 1856 i Paris, var en fransk matematiker, fysiker och astronom. Han lämnade betydande bidrag till talteorin, och de matematiska grunderna för matrisalgebra som senare skulle leda till viktiga bidrag av Arthur Cayley och andra. I sina memoarer om teorin om konjugataxeln och om tröghetsmomentet hos kroppar räknar han upp principen nu känd som Binets sats. Han är också erkänd som den första att beskriva regeln för att multiplicera matriser 1812, och Binets formel som uttrycker Fibonaccital i sluten form namnges till hans ära, även om samma resultat var känt från Abraham de Moivre ett sekel tidigare.

## Biografi
Binet utexaminerades från École Polytechnique 1806 och återvände som lärare 1807. Han avancerade i position fram till 1816 då han blev inspektör för studier vid l'École. Han innehade denna post fram till den 13 november 1830, då han avskedades av den nyligen krönte kungen Louis Philippe av Frankrike, förmodligen på grund av Binets starka stöd för den tidigare kungen, Karl X. År 1823 efterträdde Binet Delambre som ordförande för astronomin vid Collège de France. Han blev chevalier i Légion d'Honneur 1821 och valdes in i Académie des Sciences 1843.

## Binets formel för Fibonaccis tal
Den här formeln anger nth termen i Fibonacciserien och definieras med hjälp av upprepningsformeln:
- {\displaystyle u_{n}=u_{n-1}+u_{n-2},{\text{ for }}n>1,\,}

där
- {\displaystyle u_{0}=0\,}
- {\displaystyle u_{1}=1\,}

{\displaystyle u_{n}={\frac {(1+{\sqrt {5}})^{n}-(1-{\sqrt {5}})^{n}}{2^{n}{\sqrt {5}}}}}